# Cattedrale dell'Immacolata Concezione (Chimoio)
La cattedrale dell'Immacolata Concezione (in portoghese: Catedral de Maria Imaculada) si trova a Chimoio, in Mozambico ed è la cattedrale della diocesi di Chimoio. Si tratta di una piccola chiesa, senza torri, in stile negotico, costruita a partire dal 1931. La facciata presenta un ingresso ogivale, sormontato da un timpano con pinnacoli e un piccolo campanile.